# الرياضيات في بلاد الرافدين

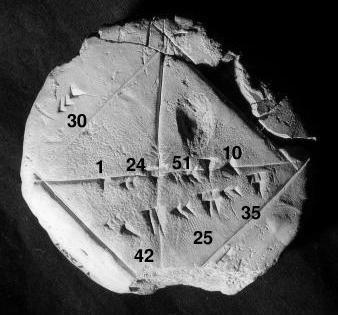
لوح طيني بابلي YBC 7289 مع شروحه. يوضح القطر قيمة تقريبية للجذر التربيعي للعدد إثنين في أربعة أرقام ستينية، والذي يتكون من ستة أرقام عشرية.
1 + 24/60 + 51/60^{2} + 10/60^{3} = 1.41421296...

ازدهرت الرياضيات في بلاد الرافدين في الفترة الممتدة من بداية ظهور السومريون حتى سقوط بابل عام 539 ق.م. والحصيلة الرياضياتية لبلاد الرافدين وفيرة ومحررة بشكل جيد. أما فيما يتعلق بالفترة الزمنية فيمكن تقسيمها إلى قِسمين: الأولى هي في أيام حكم السلالة البابلية الأولى (1830-1531 ق.م)، أما الأخرى فهي في أيام حكم السلوقيين
في القرن الثالث أو الرابع قبل الميلاد. أما المحتوى بالكاد يوجد به أي اختلاف في نصوص المجموعتين السابقتين. وهكذا ظلت رياضيات بلاد الرافدين ثابتة، في الشكل والمضمون، ما يقارب ألفيتين من الزمان. وعلى عكس قلة مصادر الرياضيات المصرية، فإن معرفتنا برياضيات بلاد الرافدين أتت من ألواح طينية اكتشف منها حتى الآن 400 لوح منذ 1850م. وقد كُتبت بالكتابة المسمارية، وتم تدوينها على الألواح الطينية بينما كانت رطبة، ثم تم تحميصها بشدة في فرن أو بحرارة الشمس. معظم الألواح التي تم ترميمها يحدد تاريخها من 1600ق.م إلى 1800ق.م، وغطت مواضيع تتناول الكسور والجبر والمعادلات التربيعية والدوال التكعيبية ونظرية فيثاغورس. واللوح البابلي YBC 7289 خير مثال للرياضيات في بلاد الرافدين؛ حيث يعطي قيمة مقربة للجذر التربيعي للعدد 2 تقترب لخمس منازل عشرية.

## الأرقام البابلية
كان نظام العد في الرياضيات البابلية نظام عد ستيني. ومن هذا النظام أخذنا اليوم استعمال 60 ثانية للدقيقة، و60 دقيقة للساعة، و360 (6×60) درجة في الدائرة. وقد حقق البابليون تقدما عظيما في الرياضيات لسببين. أولا، العدد 60 هو عدد مركب للغاية، ولديه المقسومات 1، 2، 3، 4، 5، 6، 10، 12، 15، 20، 30 و 60، التي تيسر عملية التعامل مع الكسور. بالإضافة إلى ذلك، على عكس المصريين والرومان، فلقد كان لدى الهنود والبابليون أشكال حقيقية لأنظمة العد الموضعية، حيث أن الأرقام على اليسار تمثل أكبر قيمة (مشابه للنظام العشري المستعمل حاليا 734 = 7×100 + 3×10 + 4×1). ولقد كان السومريون والبابليون الرواد في هذا الصدد.

## الحضارة السومرية (3000 — 2300 ق.م)
طور السومريون القدماء في بلاد الرافدين نظام معقد للقياس منذ 3000 قبل الميلاد. ابتداءً من 2600 قبل الميلاد، كتب السومريون جدول الضرب على الألواح الطينية وتعاملوا مع تمارين الهندسة ومسائل القسمة، وأقرب أثر لبداية الأرقام البابلية ترجع أيضا لنفس التاريخ.

## الحضارة البابلية (2000–1600 ق.م)
الفترة البابلية القديمة هي الفترة التي ترجع إليها معظم الألواح الطينية في حقل الرياضيات في بابل، ولهذا تُعرف الرياضيات في بلاد الرافدين أيضًا بـ «الرياضيات في حضارة بلاد بابل». بعض هذه الألواح تحتوي على قوائم وجداول رياضية، وبعضها يحتوي على مسائل وحلول مفصلة.

### علم الحساب
قام البابليون باستعمال واسع لجداول عد قبل-حسابية لمساعدتهم في علوم الحساب. على سبيل المثال، وجد لوحان في تل السنكرة على الفرات في عام 1854، يرجع تاريخهما إلى 2000 ق.م، يوجد بهما قائمة بالأعداد المربعة متدرجة إلى الرقم 59 وتكعيب الأرقام تدريجيا إلى الرقم 32. وقد استعمل البابليون قوائمة الأعداد المربعة مع هذه الصيغ
{\displaystyle ab={\frac {(a+b)^{2}-a^{2}-b^{2}}{2}}}
{\displaystyle ab={\frac {(a+b)^{2}-(a-b)^{2}}{4}}}
وذلك لتسهيل الضرب.
ولم يكن لدى البابليون خوارزميات لحساب القسمة المطولة. بدل ذلك قاموا بوضع طرق تتناسب مع علمهم على الحقيقة
{\displaystyle {\frac {a}{b}}=a\times {\frac {1}{b}}}
وبجانب جدول الأعداد المقلوبة، والأعداد الوحيد التي تشكل عوامل أولية هي فقط 2 و3 أو 5 لديها عدد محدود من مقلوبات الأعداد في النظام الستيني المدون آنذاك، وبهذا تم إنشاء جدول الأعداد المقلوبة.
المعكوسات مثل 1/7 و1/11 و1/13 وغيرها، لا يوجد لديها تمثيلا محدودا في النظام الستيني. لحساب الرقم 1/13 أو أي عدد مقسوم على 13 كان البابليون يستخدمون التقريب
{\displaystyle {\frac {1}{13}}={\frac {7}{91}}=7\times {\frac {1}{91}}\approx 7\times {\frac {1}{90}}=7\times {\frac {40}{3600}}.}

### الجبر
طور البابليون صيغ جبرية لحل المعادلات الرياضيات، وقد كانت، أيضاً، مبنية على الجداول قبل-الحسابية. مثلها مثل مجال العلوم الحسابية.
لحل المعادلات التربيعية، استخدم البابليون الصيغة القياسية للمعادلات التربيعية. ودرسوا هذه الصيغة للمعادلات التربيعية
{\displaystyle \ x^{2}+bx=c}
حيث كل من b وc لم تَكونا بالضرورة أعداداً صحيحة، لكن كانت c دائما موجبة. وقد علموا الحل لصيغة للمعادلات التربيعية هذه وهو كالآتي
{\displaystyle x=-{\frac {b}{2}}+{\sqrt {\left({\frac {b}{2}}\right)^{2}+c}}}
وممن الممكن أنهم قد استخدموا جداول التربيع بشكل عكسي لإيجاد الجذور التربيعية. ودائما ما استخدم البابليون الجذر الموجب لأن استخدامه كان منطقيا في حل المسائل «الحقيقة» (حيث أن جذر المقدار السالب عدد مركب تخيلي وليس حقيقياً). هذا النوع من المسائل يتضمن أبعاد المستطيل مساحته ومقداره معطى عن طريق مقدار الطول الذي يتجاوز العرض.
جدول قيم n3 + n2 استخدم لحل أنواع محددة من الدوال التكعيبية. مثلا، حل المعادلة
{\displaystyle \ ax^{3}+bx^{2}=c.}
بضرب المقدار في a2 وبقسمته على b3 يعطينا
{\displaystyle \left({\frac {ax}{b}}\right)^{3}+\left({\frac {ax}{b}}\right)^{2}={\frac {ca^{2}}{b^{3}}}.}
باستبدال y = ax/b يعطينا
{\displaystyle y^{3}+y^{2}={\frac {ca^{2}}{b^{3}}}}
وبعد هذه العملية يمكن للمسألة أن تحل بجرد إيجاد قيم n3 + n2 على جدول القيم بحيث تكون القيم الموجودة على الجدول هي الأقرب للجانب الأيمن. وقد حقق البابليون ذلك بدون اللجوء إلى التدوين الجبري، وهذا يشير إلى الفهم العميق لمثل هذه العمليات. وعلى الرغم من ذلك، لم يكن لديهم أي حل للصيغة التكعيبية العامة.

### النمو
شكّل البابليون ما يعرف اليوم باسم النمو الأسي، والنمو التقييدي، ومضاعفات الزمن. والأخير استعمل في الفوائد العائدة من الديون.
ألواح طينية يرجع تاريخها إلى حوالي 2000ق.م تضمنت المسألة «مقدار الفائدة معطىً وهو 1/60 لكل شهر، أحسب مضاعفات الزمن.» هذه الغلة هي مقدار الفائدة السنوية لـ12/60 = 20%، ومن هنا تضاعف مرة إلى نمو 100% ويجزأ النمو إلى 20% لكل سنة = 5 سنين.

### بليمبتن 322
اللوح المعروف باسم بليمبتون 322 يوضح طريقة لحل ما يعرف اليوم باسم معادلة من الدرجة الثانية من النموذج،
{\displaystyle x-{\tfrac {1}{x}}=c},
بالخطوات (الموصوفة بالشروط الهندسية) التي تحسب سلسلة من القيم المتوسطة v1 = c/2، v2 = v12 ، v3 = 1 + v2 ، و v4 = v31/2 ، من التي يمكن للمرء حسابها هكذا x = v4 + v1 و 1/x = v4 - v1.
ويذكر في بحث روبسون، الذي قامت بنشره الجمعية الرياضية الأمريكية عام (2001-2002)، بأن بليمبتون 322 يمكن أن تفسر بالقيم التالية، وهي قيم الأعداد العادية x و1/x' في ترتيب عددي:
v3 في العمود الأول،
v1 = (x - 1/x)/2 في العمود الثاني
v4 = (x + 1/x)/2 في العمود الثالث.
في هذا التفسير، كانت x و1/x لتظهرا في الجزء المكسور في يسار العمود الأول للوح. كاقتراح لهذا الحل، يمكن أن تكون قيمة x في الصف 11 للوح هي x = 2.
وقد أشار روبسون بأن اللّوح بليمبتون 322 يكشف عن «صيغ-— أزواج مقلوبات الأعداد، إكمال المربع، التقسيم عن طريق العوامل الأولية للرقم العادي-— وقد كانت جميعها تقنيات سهلة كانت تدرس في مدارس الكُتّاب» في تلك الفترة الزمنية.

### الهندسة
من الممكن أن يكون الباليون قد علموا بالقواعد العامة لقياس المساحة والحجم. لقد قاموا بحساب محيط الدائرة كثلاثة أضعاف القطر والحجم كواحد على إثني عشر من مربع المحيط، وهو ما قد يكون صحيحاً في π إذا قدرت بالعدد 3. وقد حسبوا حجم الأسطوانة كناتج من الحجم في الارتفاع، وعلى كل، فإن حجم كل من المخروط الناقص والهرم المربع الناقص لم تؤخذ بشكل صحيح كناتج الارتفاع ونصف مجمع القواعد. وقد عرف البابليون مبرهنة فيثاغورس. أيضا، هناك اكتشاف يثبت أن البابليون عن لوح استُعمل فيه الرقم π على هيئة 3 أو على هيئة 1/8. ويعرف البابليون باكتشافهم الميل البابلي، وهي وحدة قياس مسافة تعادل سبعة أميال اليوم. وحدات قياس المسافات استعملت في قياس حركة الشمس، وذلك بتحويلها الميل إلى ميل زمني، وبالتالي يمثل بها الوقت.
علم البابليون القدماء نظريات النسب للمثلثات متساوية الساقين لقرون عدة، لكن افتقروا لمفهوم قياس الزوايا وهكذا، قاموا بدراسة أضلاع المثلث بدلا عن ذلك.
أبقى علماء الفلك البابليون تسجيلات مفصلة عن ظهور واختفاء النجوم، والكسوف والخسوف الشمسي والقمري، وكل هذا يتطلب إلماما بالمسافات الزاوية التي تقاس على الكرة السماوية.
وقد استعمل البابليون نوعا من تحويل فورييه لحساب التقويم الفلكي (جدول الأوضاع الفلكية)، والذي تم اكتشافه عام 1950م على يد أوتو نوغبور.